# Miklós Mari
Miklós Marianne (Budapest, 1954. április 12. –) Balázs Béla-díjas (2005) vágó, egyetemi docens. A Diamond Vision Studio tulajdonosa.

## Életpályája
Szülei: Miklós György és Aczél Lydia. 1974-ben végzett a Bartók Béla Zeneművészeti Szakközépiskola és Gimnázium fuvola szakán. 1974–1976 között a Mafilm vágóasszisztense volt Sivó György és Komlóssy Annamária mellett. 1976-tól a Balázs Béla Stúdió tagja. 1978–1991 között vágóként dolgozott. 1981–1984 között a Színház- és Filmművészeti Főiskola filmvágó szakos hallgatója volt. Vágója volt a Jób lázadása című filmnek, melyet Oscar-díjra jelöltek a legjobb idegen nyelvű film kategóriában 1984-ben. 1991-ben a HSE, a Magyar Film- és Videóvágók Egyesületének egyik alapítója és első elnöke, melynek azóta is tagja. 1992–1994 között Izraelben élt, 1995-től Magyarországon szabadúszó vágó. 2009 óta a Budapesti Kommunikációs és Üzleti Főiskola (Budapesti Metropolitan Egyetem) Művészeti Karának oktatója, 2010 óta docense.

## Filmjei
- A Hortobágyon (1976)
- Álommásolatok (1977)
- Térmetszés (1979)
- Hálapénz - Tiszteletem főorvos úr (1979)
- A Trió (1979)
- Szegény Avroszimov (1980)
- Női kezekben (1980)
- Az utolsó autóbusz (1980)
- Nyom nélkül (1982)
- Vérszerződés (1983)
- Jób lázadása (1983)
- Linda (1984-1989)
- Anyatej (1984)
- Szerelem első vérig (1985)
- Embriók (1985)
- Golyó a szívbe (1986)
- Szépleányok (1987)
- Magic - A Queen Budapesten (1987)
- Tudatalatti megálló (1988)
- Kiki és a hímek (1988)
- Párhuzamos anyagcserék (1988)
- A halálraítélt (1989)
- Csúcsközelben (1990)
- Céllövölde (1990)
- Tékozló apa (1991)
- Halálutak és angyalok (1991)
- Sose halunk meg (1993)
- Halálos hősök (1994)
- Szamba (1995)
- Kardos G. György hét napja (1995)
- A Király uccából indult (1995)
- Áloműzők (1996)
- Miénk a kép (1996)
- Showbálvány (1997)
- TV a város szélén (1998)
- Ámbár tanár úr (1998)
- Hippolyt (1999)
- József és testvérei (2000)
- Életbevágó (2000)
- Csocsó, avagy éljen május elseje! (2001)
- Az utolsó blues (2001)
- A Black Rose vár titka (2001)
- Világszám! (2004)
- Porcelánbaba (2004)
- Az aranyember (2005)
- De kik azok a Lumnitzer nővérek? (2005)
- Az igazi Mikulás (2005)
- A közvetítő (2005)
- Hasutasok (2006)
- Noé bárkája (2007)
- Irodalom (2008)
- A hetedik kör (2008)
- Tréfa (2009)
- Irodalom (2009)
- Svik (Betrayal) (2009)
- Az Orfeo csoport (2009)
- Rögtön jövök (2010)
- Maradandó sérülések (2011)
- Dés László - Nagy Utazás (2014)
- Zsidó mesék (2014)
- Dés László - MI VAGYUNK A GRUND! (2018)
- Silêncio - Voices of Lisbon (2020)